# Дегрут, Майкл
Майкл Дж. Де Грут, (англ. Michael G. DeGroote), канадский предприниматель и меценат из канадского города Гамильтон, в настоящее время проживающий на Бермудах. Помимо своей карьеры бизнесмена, он более всего известен тем, что сделал крупные пожертвования в пользу McMaster University и Hillfield Strathallan College., которые были использованы для финансовой поддержки ряда исследовательских медицинских центров, в том числе Michael G. DeGroote Centre for Learning and Discovery.
В 2004 году McMaster School of Medicine была переименована в Michael G. DeGroote School of Medicine at McMaster.